# دانیلا رواه
دانیلا سوفیا کورن رواه (به انگلیسی: Daniela Sofia Korn Ruah) بازیگر پرتغالی-آمریکایی و متولد ۲ دسامبر ۱۹۸۳ است. او در سریال ان‌سی‌آی‌اس: لس‌آنجلس و فیلم قواعد شهوت بازی کرده‌است